# Kristof Goddaert
Kristof Goddaert (Sint-Niklaas, 1986. november 21. – Antwerpen, 2014. február 18.) belga profi kerékpáros. 

## Eredményei
2006
1. - Hasselt - Spa - Hasselt
3., Belga országúti bajnokság - Időfutam-bajnokság - U23
2007
1., 3. szakasz - Ronde van de Provincie Antwerpen
3. - Nationale Sluitingprijs
3., Belga országúti bajnokság - Időfutam-bajnokság - U23
5., összetettben - Tour du Loir-et-Cher
7. - Kampioenschap van Vlaanderen - Koolskamp
9., összetettben - Triptyque des Barrages
2008
2. - Tour de Vendée
4. - Nationale Sluitingprijs
5. - Memorial Rik Van Steenbergen - Aartselaar
6. - Le Samyn
7. - Vlaamse Havenpijl
9. - Paris - Tours
9. - Beverbeek Classic
9. - Ronde van het Groene Hart
9., összetettben Delta Tour Zeeland
2009
1. - GP Stad Sint-Niklaas Criterium
3. - Párizs-Brüsszel
7. - Omloop van het Houtland
7. - Münsterland Giro
10. - Dwars door Vlaanderen - Waregem
2010
1., 3. szakasz - Tour de Wallonie
5. - Le Samyn
10., összetettben - Paris - Corréze
2011
8. - Gent–Wevelgem
10. - Tro-Bro Léon
2012
2., Belga országúti bajnokság - Mezőnyverseny
5. - Tro-Bro Léon
7. - Halle - Ingooigem
2013–2014
IAM Cycling